# Torrent de la Font de la Guilla
El Torrent de la Font de la Guilla, és un torrent que discorre pel terme municipal de Bigues i Riells, al Vallès Oriental, en el territori del poble de Bigues.
Es forma a la Font de la Guilla per derivació del torrent de Can Bori, al nord de Can Feliuà i del Coll Ventós. Des d'aquest lloc davalla cap a ponent, fins a abocar-se en el Torrent del Quirze a ponent de Can Prat de la Riba i al nord-oest de Can Mas de Baix.